# Strobilanthes neoasper
Strobilanthes neoasper är en akantusväxtart som beskrevs av Venu och P.Daniel. Strobilanthes neoasper ingår i släktet Strobilanthes och familjen akantusväxter. Inga underarter finns listade i Catalogue of Life.